# Карпентер, Уильям Кайл
Уильям Кайл Карпентер (англ. William Kyle Carpenter, 17 октября 1989, Флоувуд, Миссисипи) — американский военнослужащий, состоявший в Морской пехоте США, уволенный со службы по состоянию здоровья из-за тяжёлых травм, которые получил во время боевых действий в Афганистане, участвуя в операции «Несокрушимая Свобода» в 2010 году. Награждён высшей военной наградой США — медалью Почета.

## Биография
Кайл Карпентер родился во Флоувуде, штат Миссисипи, 17 октября 1989 года. Учился в средней школе W. Wyman King Academy в Бэйтсбурге, в штате Южная Каролина, которую окончил в 2008 году. В феврале 2009 года он вступил в Корпус морской пехоты США в призывном пункте Колумбии и окончил основной курс боевой подготовки в Рекрутском депо морской пехоты Пэррис-Айленд в том же году.
Участвовал в боевых действиях в Афганистане в 2010 году, где получил тяжёлые ранения, после которых более двух лет проходил реабилитацию в Национальном военно-морском медицинском центре.
После увольнения с военной службы по состоянию здоровья в июле 2013 года Карпентер поступил в Университет Южной Каролины в Колумбии.

## Служба в вооруженных силах
После завершения курса молодого бойца, а затем Школы Морской пехоты на базе Camp Geiger в военно-учебном центре Базы морской пехоты «Кэмп Леже́н» в Северной Каролине, в звании рядового первого класса, Карпентер был включён в состав роты «Фокс», 2-го батальона 9-го полка морской пехоты, 1-й полковой боевой группы морской пехоты,1-й дивизии корпуса морской пехоты где он служил стрелком-пулеметчиком с сентября 2009 по ноябрь 2010.
В июле 2010 года младший капрал Карпентер был направлен в район Марджа провинции Гильменд в Афганистане в рамках операции «Несокрушимая Свобода». 21 ноября 2010 года, во время боя с отрядом талибов, Карпентер получил тяжёлые ранения от ручной гранаты противника, осколки которой повредили его лицо, правую руку и лишили его правого глаза. Сам Карпентер, по его же словам, не помнит в подробностях того, что произошло на крыше во время боя, когда он и его товарищ были ранены, но свидетели и результаты расследования указывают на то, что он бросился на гранату в попытке защитить своего друга и сослуживца младшего капрала Ника Юфрацио от взрыва.
Впоследствии Кайл Карпентер перенёс около 40 операций за 2,5 года и описывает это как самый сложный период реабилитации, который «казалось, никогда не закончится».

## Медаль Почёта
19 июня 2014 года в Белом Доме в Вашингтоне прошла церемония награждения, в которой президент США Барак Обама от имени конгресса был удостоен чести вручить младшему капралу Кайлу Карпентеру высшую военную награду США — Медаль Почёта.
По состоянию на май 2021 года, Карпентер — самый молодой из ныне живущих награжденных медалью Почёта.

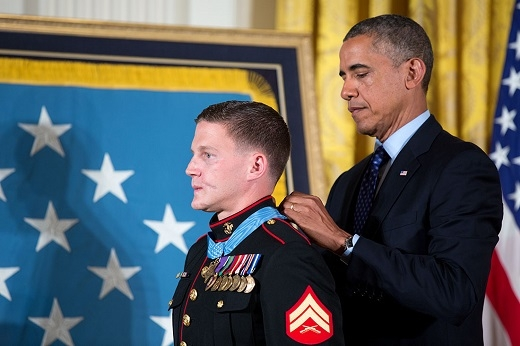

«Младшему капралу Морской пехоты США Уильяму Кайлу Карпентеру. За выдающуюся храбрость и отвагу, проявленные с риском для собственной жизни, свыше требований служебного долга, во время несения службы стрелком-пулеметчиком Второго Батальона Девятого Полка Морской Пехоты, Первой Полковой Боевой Группы, Первой Дивизии Морской Пехоты, Первого Экспедиционного Корпуса Морской Пехоты США, в провинции Гильменд в Афганистане, в рамках операции «Несокрушимая Свобода» 21 ноября 2010 г. Младший капрал Карпентер являлся членом взвода коалиционных войск в составе двух усиленных стрелковых отделений Морской Пехоты в содружестве с отделением Национальной Армии Афганистана. Взвод развернул базу действий разведывательного подразделения Дакота двумя днями ранее, в небольшой деревне в районе Марджа, с целью помешать деятельности врага и обеспечить безопасность для местного населения Афганистана. Младший Капрал Карпентер и его сослуживец занимали свои позиции на крыше военного охранения по периметру базы Дакота, когда враг начал атаку с использованием ручных гранат, одна из которых попала на их позицию. Без колебаний и с полным пренебрежением к своей собственной безопасности, младший капрал Карпентер двинулся в сторону гранаты в попытке защитить своего сослуживца от смертельного взрыва. Когда граната взорвалась, его тело взяло на себя главный удар, понеся серьезные ранения, но сохранив тем самым жизнь его сослуживцу. Продемонстрировав отвагу, преданность долгу и непоколебимый боевой дух перед лицом почти неминуемой смерти, младший капрал Карпентер заслужил почет и уважение, и олицетворяет высшие традиции Корпуса Морской Пехоты и Военно-Морских Сил Соединенных Штатов Америки.»
UNITED STATES MARINE CORPS

## После отставки
После увольнения со службы Кайл Карпентер поступил в Университет Южной Каролины, в котором состоит в студенческом объединении Каппа-Сигма
Карпентер стал представителем морской пехоты на нескольких мероприятиях, посвящённых Полку Раненых Военнослужащих, таких как: встреча с президентом Обамой, встреча с вице-президентом Джо Байденом и встреча с генералом Корпуса морской пехоты Джеймсом Эймосом. В феврале 2015 года он появился в качестве почётного гостя на Марджаском воссоединении Морских пехотинцев.
Также Карпентер снялся в видеоклипе Майка Коррадо (англ. Mike Corrado) «Still in the Fight», прибыль с которого пошла в фонд Fisher House Foundation, который обеспечивает бесплатное и дешёвое жилье для семей ветеранов, проходящих лечение в военных госпиталях.